# Nacsagromi-patak
A Nacsagromi-patak a Török-patak, vagy Morgó-patak jobboldali mellékvize Szokolya és Verőce között.

## Leírása
A patak Börzsönyben, a Szokolyai-medencében található, mely a Nacsapéreg nevű hegy és a Somos-tető között húzódó Nacsagromi árokban ered. 
A Nacsagromi patak a Szokolyai medence északnyugati peremhegyeinek (Fekete-hegy, Tar Péter-hegy) oldalában, négy forráságból induló patak vízhozam-változása alapján két szakaszra osztható; melyből a felső, 3 km hosszú mocsaras szakasz időszakos vízfolyás, amelynek vulkáni kőzetekből eredő forrásai a szárazabb időszakokban nem aktívak. A körülbelül 1,5 km hosszú, állandó vízfolyásnak minősülő alsó szakasza kőzethatáron folyik, melynek jobb oldalán vulkáni kőzetek, bal oldalán pedig a meszes üledékek találhatók az édesvízi mészköveket lerakó források által.  
A forrástól 150 méterre a patak fokozatosan 0,8 1 m szélességűre szűkül, majd egy derékszögű kanyar után hirtelen kiszélesedik; itt erőteljes mészkiválás megindulása látható. A tölcsérszerűen 6-7 méter szélesre kitáguló meder aljzatán, 15 m hosszú szakaszon, összefüggő pad alakult ki. Alsó vége jól felismerhető, felső vége fokozatosan simul bele az aljzatba, felülete lépcsőzött. A tetejére hullott ágakra és más növényi maradványokra mészbevonat rakódik. Elgondolás szerint a forma áramlási irányban növekszik és a medertalp ezáltal válik lépcsőzötté.
A patak vize a jobb oldalon végül Szokolya és Verőce között a ömlik a Morgó-patakba.